# Ehingerburg
Die Ehinger Burg ist eine abgegangene Höhenburg auf dem 450 m ü. NHN hohen „Schlossfelsen“ über dem Katzenbachtal in Bad Niedernau, einem Stadtteil von Rottenburg am Neckar im Landkreis Tübingen in Baden-Württemberg. Nur etwa 150 Meter entfernt liegt auch noch eine zweite Burgstelle, über deren Geschichte allerdings nichts bekannt ist.

## Geschichte der Burg
Die nach 1280 errichtete Burg war einst Wohnsitz der Reichsfreiherren von Ehingen, die sich nach dem Ort Ehingen nannten, einem heutigen Teil der Kernstadt von Rottenburg am Neckar. Das Bauwerk wurde 1407 während einer Fehde mit den Grafen von Zollern zerstört. Heutzutage sind nur noch das Fundament und eine noch ein Meter hohe Mauer auf dem nur etwa fünf bis sieben Meter breiten und 12 Meter langen Burgberg an der Südseite erhalten.